# جو بلوك
جو بلوك (بالإنجليزية: Joe Block)‏ هو معلق رياضي أمريكي، ولد في 1 مارس 1978.